# Kanan Devi
Pour les articles homonymes, voir Devi (homonymie).
Kanan Devi (en bengali : কানন দেবী), née à Howrah (présidence du Bengale, Inde britannique) le 22 avril 1916 et morte à Calcutta le 17 juillet 1992, est une actrice et chanteuse indienne.
Elle est du nombre des meilleures chanteuses étoiles du cinéma indien et est aussi créditée populairement comme étant la première étoile du cinéma bengali. Son style de chant, habituellement au tempo rapide, est instrumentalisé dans quelques-uns des plus grands succès des studios New Theatres à Calcutta.
Kanan Devi est la première lauréate du Prix de l'association des journalistes cinématographiques du Bengale de la meilleure actrice, en 1942 et 1943.

## Filmographie

### Cinéma muet
- 1926 : Joydev / Jaydev de Jyotish Bannerji
- 1927 : Shankaracharya  / Renaissance of Hinduism de Kali Prasad Ghosh

### Cinéma parlant
- 1931 : Jore Barat de Jyotish Bannerji
- 1931 : Rishir Prem de Jyotish Bannerji
- 1932 : Bishnu Maya (bengali) - Vishnu Maya (hindi) de Jyotish Bannerji
- 1932 : Prahlad de Priyanath Ganguly
- 1933 : Char Darvesh de Prafulla Ghosh
- 1933 : Sree Gouranga de Prafulla Ghosh
- 1934 : Maa  de Prafulla Ghosh
- 1934 : Hari Bhakti de Prafulla Ghosh
- 1935 : Basabdatta de Satish Dasgupta
- 1935 : Kanthahaar de Jyotish Bannerji
- 1935 : Manmoyee Girls School de Jyotish Bannerji
- 1936 : Bishabriksha de Prafulla Ghosh
- 1936 : Khooni Kaun de G.R. Sethi
- 1936 : Krishna Sudama de Phani Burma
- 1936 : Maa de Prafulla Ghosh
- 1937 : Bidyapati (bengali) - Vidyapati (hindi) de Debaki Bose
- 1937 : Mukti (bengali) - Mukti (hindi) de P.C. Barua
- 1938 : Sathi de Phani Majumdar
- 1938 : Street Singer de Phani Majumdar
- 1939 : Sapurey (bengali) - Sapera (hindi) de Debaki Bose
- 1939 : Jawani-Ki-Raat de Hemchandra Chunder
- 1940 : Abhinetri de Amar Mullick
- 1940 : Haar Jeet de Amar Mullick
- 1940 : Parajay de Hemchandra Chunder
- 1941 : Lagan de Nitin Bose
- 1941 : Parichay de Nitin Bose
- 1942 : Shesh Uttar (bengali) - Jawab (hindi) de P.C. Barua
- 1943 : Jogajog (bengali) - Hospital (hindi) de Sushil Majumdar
- 1944 : Bideshini de Premendra Mitra
- 1945 : Banphool de Niren Lahiri
- 1945 : Path Bendhe Dilo de Premendra Mitra
- 1945 : Raj Lakshmi de Premendra Mitra
- 1946 : Arabian Nights de Niren Lahiri
- 1946 : Tumi Aar Aami (bengali) - Tum Aur Main (hindi) de Apurba Kumar Mitra
- 1946 : Krishna Leela de Debaki Bose
- 1947 : Chandrasekhar (bengali) - Chandrasekhar (hindi) de Debaki Bose
- 1947 : Faisla de Apurba Kumar Mitra
- 1948 : Anirban de Soumyen Mukherjee
- 1948 : Bankalekha de Chitta Bose
- 1949 : Ananya / Bamuner Meye de Sabyasachi
- 1949 : Anuradha de Pranab Roy
- 1950 : Mej Didi de Ajay Kar
- 1952 : Darpachurna de Haridas Bhattacharya
- 1954 : Nababidhan de Haridas Bhattacharya
- 1955 : Debatra de Haridas Bhattacharya
- 1956 : Asha de Haridas Bhattacharya
- 1957 : Andhare Alo de Haridas Bhattacharya
- 1958 : Rajlakshmi O Srikanta de Haridas Bhattacharya
- 1959 : Indranath Srikanta O Annadadidi de Haridas Bhattacharya
- 1959 : Abhay O Srikanta de Haridas Bhattacharya

## Récompenses
- 1976 : Prix Dadasaheb Phalke
- 1942 - 1943 : Prix de l'association des journalistes cinématographiques du Bengale (meilleure actrice)